# Irani
Irani é um município brasileiro, localizado no oeste do Estado de Santa Catarina. Sua população, conforme o Censo do IBGE de 2022, é de 10 195 habitantes. Pertence à Região Geográfica Imediata de Concórdia e à Região Geográfica Intermediária de Chapecó.

## História
O município de Irani foi criado pela Lei Estadual nº 916, de 11 de setembro de 1963, pertencente à Comarca do Município de Cruzeiro, hoje Joaçaba.
A cidade que hoje é conhecida como Berço do Contestado foi habitada inicialmente pelos grupos nativos Xoklengs e Kaigangs, responsáveis pelo povoamento do planalto catarinense. Além desses, os caboclos ou brasileiros também habitaram a região.
O município de Irani, localizado no meio oeste catarinense, começou a ser desbravado e ocupado no início do século XIX, por fazendeiros e colonos oriundos principalmente do norte do Rio Grande do Sul, que transformaram o cotidiano da população local.
Esta época foi marcada pelo predomínio dos coronéis que dominavam a região do Irani. Entre os colonizadores destacam-se: Leopoldino Fabrício das Neves, Dinarte Antunes, Pedro Kades, Alexandre Telles e Miguel Fabrício das Neves.
Na época da chegada dos primeiros colonizadores as terras pertenciam ao município de Palmas, Estado do Paraná, uma extensa área a margem direita do Rio do Peixe, pretendida pelos Estados do Paraná e Santa Catarina, e também pelo país vizinho Argentina. Sendo que com a Argentina ficou conhecido como o “Tratado de Missiones”, e os Estados do Paraná e Santa Catarina, a questão de “Palmas”.
No final do século XIX, as terras do oeste catarinense foram alvo de uma série de disputas, que envolviam questões políticas, econômicas e sociais. Neste aspecto vale ressaltar o fato de que o Brasil e a Argentina se envolveram em conflitos políticos administrativos relacionados aos governos e aos fazendeiros, que por sua vez acabaram ignorando a presença do caboclo. Esta situação foi se agravando com outros fatores, resultando na Guerra do Contestado.
A Guerra do Contestado teve início em 1912 e perdurou até 1916, de modo que a primeira batalha ocorreu nos campos do Irani, no dia 22 de outubro de 1912, a qual ceifou a vida de muitos sertanejos, caboclos e militares, espalhando pânico em grande parte da região, por isso, Irani ficou conhecido como o Berço do Contestado.
Durante esse conflito destaca-se o messianismo trazido pelos representantes religiosos conhecidos como monges. O papel deles foi importante na estrutura religiosa que se formava nos sertões do Contestado, pois eles representavam, de certa forma, os interesses dos caboclos.
Entre estes líderes religiosos o monge José Maria foi o que mais se sobressaiu, um dos personagens que marcaram a Guerra do Contestado. Seu poder de persuasão e força religiosa aumentava entre os caboclos e outros moradores da região, a tal ponto que ocasionou o surgimento de um movimento revolucionário liderado pelo monge José Maria.
Esta ação é interpretada como sendo uma invasão as terras, as quais estavam sendo disputadas pelos estados de Santa Catarina e Paraná. Dessa forma o governo paranaense enviou tropas comandadas por João Gualberto para expulsar o grupo liderado por José Maria.
Assim na manhã de 22 de outubro de 1912, ocorreu o primeiro enfrentamento entre os caboclos de José Maria e as tropas paranaenses.

## Topomônio
O topônimo Irani originou-se do rio que banha o município, nome originário da língua Tupi-Guarani, que significa “Mel Envelhecido”, que na referida língua tem o seguinte: IRA=mel e NHI=envelhecido, por tanto, o nome de Irani está relacionado à beleza da fauna e da flora.

## Governo
Atualmente ( 7 de Julho de 2024), O atual prefeito de Irani, Santa Catarina, é Vanderlei Canci. Ele está à frente da administração municipal, juntamente com o vice-prefeito Adelmo Mauro Lohmann.

## Geografia
Localiza-se a uma latitude 27º01'29" sul e a uma longitude 51º54'06" oeste, estando a uma altitude de 1047 metros. Sua população estimada em 2004 era de 9 287 habitantes.